# Tabanus mitidjensis
Tabanus mitidjensis är en tvåvingeart som beskrevs av Macquart 1839. Tabanus mitidjensis ingår i släktet Tabanus och familjen bromsar. Inga underarter finns listade i Catalogue of Life.